# دي. بي. وايس
دانيال بوب وايس يُعرف اختصاراً بـِ دي. بي. وايس (بالإنجليزية: D. B. Weiss)‏ هو كاتب ومُخرجٌ ومنتجٌ أمريكي، كَتَبَ رواية تحمل اسم Lucky Wander Boy تتمحورُ حول ألعاب الفيديو واشتهر بكونه أحد الكُتّأب الأسياسيين والمطوّرين للمسلسل التلفزيوني الملحمي صراع العروش.

## حياته المُبكّرة
ولد دانيال وترعرع في مدينة شيكاغو بولاية إلينوي وتخرّج من جامعة ويسليان وحصل على درجة الماجستير في فلسفة الأدب الأيرلندي في كليّة الثالوث في دبلن وماجستير في الفنون الجميلة في الكتابة الإبداعيّة.

## حياتُه المهنيّة
في 2003 وأثناء دراسته في الكليّة التقى دانيال بـ ديفيد بينيوف وأصبحا صديقين منذ ذلك الحين. وقد وقّع عقداً لإعادة كتابةِ سيناريو الفيلم المبني على لعبة Halo بناءً على سيناريو كتبه اليكس جارلاند. وقد انتهى من كتابته في 2006. ولكن المشروع باء بالفشل ولم يرَ النور. وفي 2011 بدأ العمل مع صديقه ديفيد في مسلسل صراع العروش المبنيّ على سلسلة روايات أغنية الجليد والنار لمؤلفها جورج مارتن.

## روابط خارجية
- دي. بي. وايس على موقع IMDb (الإنجليزية)
- دي. بي. وايس على موقع ميوزك برينز (الإنجليزية)
- دي. بي. وايس على موقع قاعدة بيانات الفيلم (الإنجليزية)